# Uczelnia Biznesu i Nauk Stosowanych „Varsovia”
Uczelnia Biznesu i Nauk Stosowanych „Varsovia” – uczelnia niepubliczna z siedzibą w Warszawie, założona 12 lipca 2018 roku i do czerwca 2024 roku nosząca nazwę Collegium Humanum – Szkoła Główna Menedżerska w Warszawie. Prowadzi również filie w: Rzeszowie, Poznaniu, Wrocławiu, Szczecinie, Lublinie, Gdańsku, w Czechach (Praga, Frydek-Mistek), Słowacji (Bratysława) oraz Uzbekistanie (Andiżan).

## Historia
Uczelnia została utworzona 12 lipca 2018 decyzją Ministra Nauki i Szkolnictwa Wyższego Jarosława Gowina na wniosek Instytutu Studiów Międzynarodowych i Edukacji Humanum Sp. z o.o. z siedzibą w Warszawie i została wpisana do Ewidencji uczelni niepublicznych Ministerstwa Nauki i Szkolnictwa Wyższego pod nr 383.
27 października 2021 roku uczelnia otworzyła filię w Andiżanie w Uzbekistanie, jako pierwsza polska uczelnia, która uruchomiła filię w Azji.
21 czerwca 2024 roku uczelnia zmieniła nazwę na Uczelnia Biznesu i Nauk Stosowanych „Varsovia”. Było to elementem działań naprawczych nadszarpniętego wizerunku uczelni pod jej pierwotną nazwą, związanego z kontrowersjami i prowadzonymi postępowaniami karnymi na tle organizowanych przez uczelnię studiów podyplomowych z zarządzania (MBA).

### Kontrowersje
Od 2020 r. działalność szkoły stała się przedmiotem śledztw dziennikarskich, przede wszystkim tygodników „Polityka” i „Newsweek”. Według tych ustaleń, szkoła służyła do kończenia w szybkim tempie podyplomowych studiów MBA przez osoby związane z wówczas rządzącą partią Prawo i Sprawiedliwość, w celu umożliwienia obejmowania stanowisk w radach nadzorczych spółek Skarbu Państwa bez konieczności zdawania trudnego egzaminu państwowego, która to możliwość została wprowadzona w 2017 roku przez rząd PiS. Podejrzewa się, że oprócz prostszych i krótszych studiów, niż w innych placówkach, część osób mogła otrzymywać dyplomy MBA za pieniądze. Studia kończyli także politycy i samorządowcy z partii Platforma Obywatelska (szczególnie z Poznania), a także prezydent Wrocławia Jacek Sutryk i osoby z jego otoczenia.
Uczelnia wręczała także liczne nagrody osobom znanym z show biznesu, takim jak piosenkarka Doda czy Irena Santor.
Uczelnia nagrodziła także medalem sukcesu między innymi kontrowersyjnego polityka Tomasza Misiaka, znanego z afery stoczniowej oraz afery PFRON, wobec którego toczy się obecnie przed sądem we Wrocławiu sprawa karna o zarządzanie grupą przestępczą, wyłudzenia, poszkodowanie wierzycieli i inne. Misiak był aktywnie zaangażowany w życie uczelni oraz pozostawał związany z uczelnią poprzez udzielanie prelekcji, wywiadów i przemówień na jej rzecz.
Zarzucano, że jakość kształcenia online jest niska, słuchacze mają znacznie mniej godzin zajęć niż na innych tego typu uczelniach, studia kończy prosty test, a ich koszt jest niewspółmiernie niski w stosunku do innych uczelni (ok. 10 tys. zł wobec 30–40 tys. zł). W 2024 r. Ministerstwo Nauki i Szkolnictwa Wyższego wystąpiło do ministra finansów o sprawdzenie Collegium Humanum z powodu wielu sygnałów dotyczących spraw finansowych uczelni, a także wystąpiło do Polskiej Komisji Akredytacyjnej o jej kompleksową kontrolę.
W lutym 2024 r. zatrzymano sześć osób związanych z uczelnią, a jej rektorowi Pawłowi Czarneckiemu prokuratura postawiła zarzuty kierowania zorganizowaną grupą przestępczą oraz popełnienia 30 przestępstw, w tym wystawiania za łapówki „certyfikatów MBA”. 29 lutego 2024 na stanowisko nowego rektora uczelni powołana została dr hab. Ilona Makowska, prof. CH.
W połowie marca 2024 r. prokurator Śląskiego Wydziału Zamiejscowego Departamentu do Spraw Przestępczości Zorganizowanej i Korupcji Prokuratury Krajowej w Katowicach ustanowił dla uczelni i podmiotów z nią związanych zarząd przymusowy. Według prowadzącej śledztwo prokuratury, od 2019 r. ówczesny dyrektor Biura Polskiej Komisji Akredytacyjnej żądał i przyjął od rektora Collegium Humanum korzyść majątkową w łącznej kwocie nie mniejszej niż 450 tys. zł oraz korzyść osobistą w postaci zatrudnienia na uczelni wyższej swojej małżonki oraz swojej siostry w zamian za załatwianie pozytywnych decyzji Polskiej Komisji Akredytacyjnej.
We wrześniu 2024 roku doszło do postawienia zarzutów politykowi PiS Ryszardowi Czarneckiemu, w związku z podejrzeniami o wykorzystywanie wpływów politycznych i korupcję przy powstaniu i prowadzeniu filii Collegium Humanum w Uzbekistanie. Istnieją podejrzenia, że studia w Uzbekistanie były fikcyjne, a za pieniądze wydawano osobom tam studiującym dyplomy MBA, uprawniające ich posiadaczy do otrzymania wizy Schengen do Unii Europejskiej. Zarzuca się również, że jako forma gratyfikacji fikcyjnie została zatrudniona na uczelni żona Ryszarda Czarneckiego, Emilia Hermaszewska. Sam Ryszard Czarnecki (według niego, niespokrewniony z rektorem o tym samym nazwisku) otrzymał tytuł profesora uczelni honoris causa.
Według „Gazety Wyborczej” w 2024 roku, po ujawnieniu afer związanych z uczelnią, doszło do masowego porzucania studiów przez studentów krytykujących niską jakość kształcenia na tej uczelni; mieli oni również problemy z uzyskaniem dokumentów potwierdzających kształcenie. Według "Rzeczpospolitej" uczelnia umożliwiała uzyskanie stopnia doktora habilitowanego i stopnia doktora. Z uwagi na nadszarpnięty wizerunek, uczelnia zmieniła 21 czerwca 2024 roku nazwę na Uczelnię Biznesu i Nauk Stosowanych Varsovia, odcinając się od dotychczasowej nazwy Collegium Humanum.
4 marca 2025, po porannym zatrzymaniu przez agentów CBA dwóch byłych Komendantów Głównych PSP, jednego byłego Z-cy KG PSP i byłego dyrektora ds. kształcenia studentów SGSP, łączna liczba zatrzymanych osób wzrosła do 58. 

## Członkostwa
Od 2020 Collegium Humanum jest sygnatariuszem PRME (the Principles for Responsible Management Education), działającego pod auspicjami ONZ forum wiodących uczelni biznesowych na świecie, którego celem jest kształtowanie postawy odpowiedzialności społecznej wśród przyszłych liderów w biznesie, polityce i innych wymiarach życia publicznego.
Od 2020 Collegium Humanum jest członkiem CEEMAN, the International Association for Management Development in Dynamic Societies oraz członkiem The Association to Advance Collegiate Schools of Business (AACSB) w USA.
W grudniu 2020 Collegium Humanum zostało przyjęte do Konferencji Rektorów Zawodowych Szkół Polskich (KRZaSP).
Uczelnia jest członkiem wspierającym Polskiej Federacji Szpitali oraz członkiem Północnej Izby Gospodarczej i Związku Pracodawców Pomorza Zachodniego.
W listopadzie 2021 uczelnia otrzymała akredytację i Kartę ECHE w programie Erasmus+.

## Nagrody i wyróżnienia
W 2020 Collegium Humanum otrzymało Medal Pamiątkowy „Pro Masovia” za szczególny wkład w gospodarczy, społeczny i kulturalny rozwój Mazowsza.
Kierunek studiów podyplomowych Executive Master of Business Administration (MBA) na Collegium Humanum uzyskał Klasę Profesjonalną w Ratingu Programów MBA Stowarzyszenia Edukacji Menedżerskiej Forum 2020. Uczelnia otrzymała nagrodę w plebiscycie Orły Polskiej Przedsiębiorczości 2020, w kategorii Edukacja. W marcu 2021 roku w rankingu Ogólnopolskiej Federacji Pracodawców i Przedsiębiorców Przedsiębiorcy.pl Collegium Humanum otrzymało nagrodę Instytucja Roku 2021 (według śledztw dziennikarskich, jest to nagroda odpłatna, przyznawana po zapłaceniu). W grudniu 2021 roku uczelnia w Ogólnopolskim Plebiscycie organizowanym przez Grupę Polska Press (stanowiącą własność koncernu paliwowego Orlen) otrzymała tytuł: Uczelnia Roku Polski 2021. Uczelnia została nagrodzona również w kolejnej edycji Plebiscytu Edukacyjnego zajmując:
- II miejsce w Województwie Dolnośląskim w kategorii Uczelnia Roku 2022
- II miejsce w Województwie Podkarpackim w kategorii Uczelnia Roku 2022
- I miejsce w Województwie Lubelskim w kategorii Uczelnia Roku 2022
- I miejsce w Województwie Zachodniopomorskim w kategorii Uczelnia Roku 2022
- I miejsce w Województwie Wielkopolskim w kategorii Uczelnia Roku 2022
- I miejsce w Województwie Mazowieckim w kategorii Uczelnia Roku 2022

## Złote Medale Sukcesu Collegium Humanum
- Sebastian Fuller – Dyrektor akademicki Apsley Business School w Londynie[potrzebny przypis]
- Andrzej Kraśnicki – prezes Polskiego Komitetu Olimpijskiego, profesor honorowy Collegium Humanum
- Ryszard Czarnecki – poseł do Parlamentu EU, przewodniczący Konwentu Collegium Humanum
- Zofia Małas – prezes Naczelnej Rady Pielęgniarek i Położnych
- Bakhrom Babaev – ambasador nadzwyczajny i pełnomocny Republiki Uzbekistanu w Rzeczypospolitej Polskiej, członek konwentu Collegium Humanum
- Grzegorz Kuca – burmistrz Dzielnicy Białołęka m.st. Warszawy, członek Konwentu Collegium Humanum
- DTI University – reprezentowany przez rektora prof. dr. Tomáša Lengyelfalusy, PhD.
- Robert Składowski – prezes Ogólnopolskiej Federacji Przedsiębiorców i Pracodawców Przedsiębiorcy.pl, członek konwentu Collegium Humanum
- Dominika Kulaga – studentka Psychologii, Filia w Rzeszowie Collegium Humanum, złota medalistka Polski w pływaniu
- Aleksandra Fajęcka – prezes Zarządu Afa Media
- Dorota Aqualiteja Rabczewska (Doda) – polska piosenkarka[37]
- Izabela Trojanowska – polska piosenkarka
- Irena Santor – polska piosenkarka
- Andrzej Wodzyński – właściciel Grupy Tubądzin
- Tomasz Misiak – polski przedsiębiorca, ekonomista, menedżer, polityk i samorządowiec.

## Kierunki studiów licencjackich i magisterskich

### Siedziba w Warszawie
- studia I stopnia (licencjackie) – Zarządzanie[40]
- studia I stopnia (licencjackie) – Kierowanie[41]
- studia I stopnia (licencjackie) – Finanse i rachunkowość[42]
- studia I stopnia (licencjackie) – Kryminologia[43]
- studia I stopnia (licencjackie) – Media[44]
- studia I stopnia (licencjackie) – Administracja[45]
- studia I stopnia (licencjackie) – Pedagogika[46]
- studia I stopnia (licencjackie) – Praca socjalna[47]
- studia II stopnia (magisterskie) – Zarządzanie[48]
- studia II stopnia (magisterskie) – Kierowanie[49]
- studia II stopnia (magisterskie) – Finanse i Rachunkowość[50]
- studia II stopnia (magisterskie) – Kryminologia[51]
- studia II stopnia (magisterskie) – Media[52]
- studia II stopnia (magisterskie) – Administracja[53]
- studia II stopnia (magisterskie) – Pedagogika[54]
- studia II stopnia (magisterskie) – Praca socjalna[55]
- studia jednolite magisterskie – Psychologia[56]
- studia jednolite magisterskie – Prawo[57]
- studia jednolite magisterskie – Pedagogika przedszkolna i wczesnoszkolna[58]

### Filia w Rzeszowie[59]
- studia I stopnia (licencjackie) – Zarządzanie[60]
- studia I stopnia (licencjackie) – Administracja[61]
- studia I stopnia (licencjackie) – Pedagogika[62]
- studia II stopnia (magisterskie) – Zarządzanie[63]
- studia II stopnia (magisterskie) – Administracja[64]
- studia II stopnia (magisterskie) – Pedagogika[65]
- studia jednolite magisterskie – Psychologia[66]
- studia jednolite magisterskie – Prawo[67]
- studia jednolite magisterskie – Pedagogika przedszkolna i wczesnoszkolna[68]

### Filia w Poznaniu[69]
- studia I stopnia (licencjackie) – Zarządzanie[70]
- studia I stopnia (licencjackie) – Kryminologia[71]
- studia I stopnia (licencjackie) – Administracja[72]
- studia I stopnia (licencjackie) – Pedagogika[73]
- studia II stopnia (magisterskie) – Zarządzanie[74]
- studia II stopnia (magisterskie) – Kryminologia[75]
- studia II stopnia (magisterskie) – Administracja[76]
- studia II stopnia (magisterskie) – Pedagogika[77]
- studia jednolite magisterskie – Psychologia[78]

- studia jednolite magisterskie – Prawo[79]
- studia jednolite magisterskie – Pedagogika przedszkolna i wczesnoszkolna[80]

### Filia we Wrocławiu[81]
- studia I stopnia (licencjackie) – Zarządzanie[82]
- studia I stopnia (licencjackie) – Administracja[83]
- studia I stopnia (licencjackie) – Pedagogika[84]
- studia I stopnia (licencjackie) – Kryminologia[84]
- studia II stopnia (magisterskie) – Zarządzanie[85]
- studia II stopnia (magisterskie) – Administracja[86]
- studia II stopnia (magisterskie) – Kryminologia
- studia II stopnia (magisterskie) – Pedagogika[87]
- studia jednolite magisterskie – Psychologia[88]
- studia jednolite magisterskie – Prawo[89]

### Filia w Szczecinie
- studia I stopnia (licencjackie) – Kryminologia[90]
- studia I stopnia (licencjackie) – Pedagogika[91]
- studia II stopnia (magisterskie) – Kryminologia[92]
- studia II stopnia (magisterskie) – Pedagogika[93]
- studia jednolite magisterskie – Psychologia[94]

### Filia w Lublinie
- studia I stopnia (licencjackie) – Kryminologia[95]
- studia I stopnia (licencjackie) – Pedagogika[96]
- studia II stopnia (magisterskie) – Kryminologia[97]
- studia II stopnia (magisterskie) – Pedagogika[98]
- studia jednolite magisterskie – Psychologia[99]

### Filia w Kielcach
- studia jednolite magisterskie – Psychologia[100]

### Filia w Katowicach
- studia jednolite magisterskie – Psychologia[101]

### Filia w Gdańsku
- studia jednolite magisterskie – Psychologia[102]

### Filia w Pradze (Czechy)
- studia I stopnia (licencjackie) – Zarządzanie
- studia II stopnia (magisterskie) – Zarządzanie

### Filia we Frydku-Mistku (Czechy)
- studia I stopnia (licencjackie) – Pedagogika[103]
- studia II stopnia (magisterskie) – Pedagogika[104]
- studia I stopnia (licencjackie) – Praca socjalna[105]
- studia II stopnia (magisterskie) – Praca socjalna[106]

### Filia w Bratysławie (Słowacja)
- studia I stopnia (licencjackie) – Zarządzanie[107]
- studia II stopnia (magisterskie) – Zarządzanie[108]

### Filia w Andiżanie (Uzbekistan)
- studia I stopnia (licencjackie) – Zarządzanie[109]
- studia II stopnia (magisterskie) – Zarządzanie[110]

## Kierunki studiów podyplomowych[111]
- Organizacja i zarządzanie w oświacie
- Pedagogika ogólna – przygotowanie pedagogiczne
- Prawo Spółek
- Psychoonkologia w praktyce klinicznej
- ZZL, Coaching i PR – zarządzanie zasobami ludzkimi, coaching i public relations z wykorzystaniem sztucznej inteligencji

## Wydawnictwa
W uczelni wydawane są czasopisma naukowe:
- Międzynarodowe Studia Społeczno-Humanistyczne Humanum (International Social and Humanities Studies Humanum) ISSN 1898-8431 (ISSN 2450-0313), 40 pkt na liście rankingowej wykazu czasopism punktowanych MNiSW (Lista B Lp. 992)[112][113],
- Europejskie Studia Społeczno-Humanistyczne Prosopon (European Humanities and Social Studies Prosopon) ISSN 1730-0266(ISSN 450-033X), 6 pkt na liście rankingowej wykazu czasopism punktowanych MNiSW (Lista B Lp. 1356)[114],
- Międzynarodowe Studia Humanistyczne Społeczeństwo i Edukacja (International Humanist Studies Society and Education) ISSN 1898-0171 (ISSN 2450-0356), 7 pkt na liście rankingowej wykazu czasopism punktowanych MNiSW (Lista B Lp. 1667)[115],
- Język w komunikacji (Language and Communication) ISSN 2084-5111, 5 pkt na liście rankingowej wykazu czasopism punktowanych MNiSW (Lista B Lp. 1000)[116].
- Discipulus Magazyn Studencki Collegium Humanum[117].

## Władze
- Rektor:
  - Paweł Czarnecki (2018–2024)
  - Ilona Makowska (luty–kwiecień 2024)
  - Paweł Poszytek (od maja 2024)[118]
  - Magdalena Stryja (od 26 września 2024)[119]

## Profesorowie honorowi
- Václav Klaus[120]
- Andrzej Kraśnicki, prezes Polskiego Komitetu Olimpijskiego[121][122]
- Krzysztof Cugowski[37]
- Eugeniusz Prystupa(inne języki), rektor Państwowego Uniwersytetu Kultury Fizycznej we Lwowie[123]
- Eugeniusz Imas(inne języki), rektor Narodowego Uniwersytetu Wychowania Fizycznego i Sportu Ukrainy[123]
- Ryszard Czarnecki[4]